# Дикий помещик
«Ди́кий поме́щик» — сатирическая сказка Салтыкова-Щедрина, впервые опубликованная в 1869 году.

## Содержание
В сказке рассказывается о глупом помещике, который жаловался Богу на то, что слишком много развелось мужиков. Он решил их сам извести. Мужики умоляли Бога («Крестьяне взмолились всем миром к Господу Богу: „Господи! Легче нам пропасть и с детьми с малыми, нежели всю жизнь так маяться!“») — и вот помещик остался один. На базаре пропали и мука, и мясо, и живность всякая да и людей не было. Приезжали к нему гости, приезжали к нему актёры и многие люди, но как они только приезжали, то сразу и уезжали (в доме не было ни слуг, ни еды).
Российский дворянин, князь Урус-Кучум-Кильдибаев» стал деградировать, весь оброс, ел зайца вместе с мехом, не стриг ногти. Но когда об этом узнал исправник, созвали совет и было решено: «Мужиков изловить и водворить, а глупому помещику, который всей смуте зачинщик, наиделикатнейше внушить, дабы он фанфаронства свои прекратил и поступлению в казначейство податей препятствия не чинил.
Мужиков вернули в уезд, и на базаре снова появились и мука, и мясо, и живность всякая; а помещик, порученный «надзору слуги Сеньки», раскладывает гранпасьянс, тоскует по прежней своей жизни в лесах, умывается лишь по принуждению и по временам мычит.
В этой сказке мужики являются собирательным образом (то есть в данном случае — крестьянами), а помещик — решением судьбы крестьян.

## История создания и критика
Произведение было написано и напечатано в журнале «Отечественные записки» в 1869 году.